# Huntingfield
Huntingfield is een civil parish in het bestuurlijke gebied Suffolk Coastal, in het Engelse graafschap Suffolk. In 2001 telde het civil parish 193 inwoners. Huntingfield komt in het Domesday Book (1086) voor als 'Huntingafelda' / 'Huntingafelde'.